# Municipio de San Pedro Jocotipac
El municipio de San Pedro Jocotipac es uno de los quinientos setenta municipios en que se encuentra dividido el estado mexicano de Oaxaca. Se ubica en el norte del estado, dentro del distrito de Cuicatlán, en la región Sierra de Flores Magón.

## Geografía

### Ubicación
El municipio se ubica en el noroeste del estado de Oaxaca. Se encuentra entre los paralelos: 17°41' y 17°49' de latitid norte, y entre los meridianos: 97°00' y 97°07'; la altitud varía entre 800 a 2600 metros sobre el nivel del mar.
El municipio de San Pedro Jocotipac limita al norte con los municipios de San Juan Bautista Cuicatlán y Valerio Trujano; al este con Santa María Texcatitlán y Valerio Trujano; al sur con Santa María Texcatitlán y Santiago Apoala; al oeste con San Miguel Huatla, Santiago Apoala y San Juan Bautista Cuicatlán.

### Clima
Dentro del territorio municipal predominan los climas: Templado subhúmedo con lluvias en verano (44.35 %), semiseco templado (27.51 %), semiseco semicálido (25.30 %), seco cálido y muy cálido (2.84 %).
Tiene un rango de temperatura de 16 a 26 °C, y uno de precipitación de 400 a 800 mm.

## Demografía

### Población
De acuerdo con el Censo de Población y Vivienda realizado en 2020 por el Instituto Nacional de Estadística y Geografía (INEGI), el municipio de San Pedro Jocotipac tenía alrededor de 730 habitantes, siendo 389 mujeres y 341 hombres.

### Localidades
Las localidades del municipio de San Pedro Jocotipac y su población en 2020 son:
| Localidad           | Población |
| ------------------- | --------- |
| San Pedro Jocotipac | 712       |
| Loma del Calvario   | 13        |
| Cerro de la Cruz    | 9         |
| Rancho Buenavista   | 9         |